# アントニー・ファン・デル・ヘイム

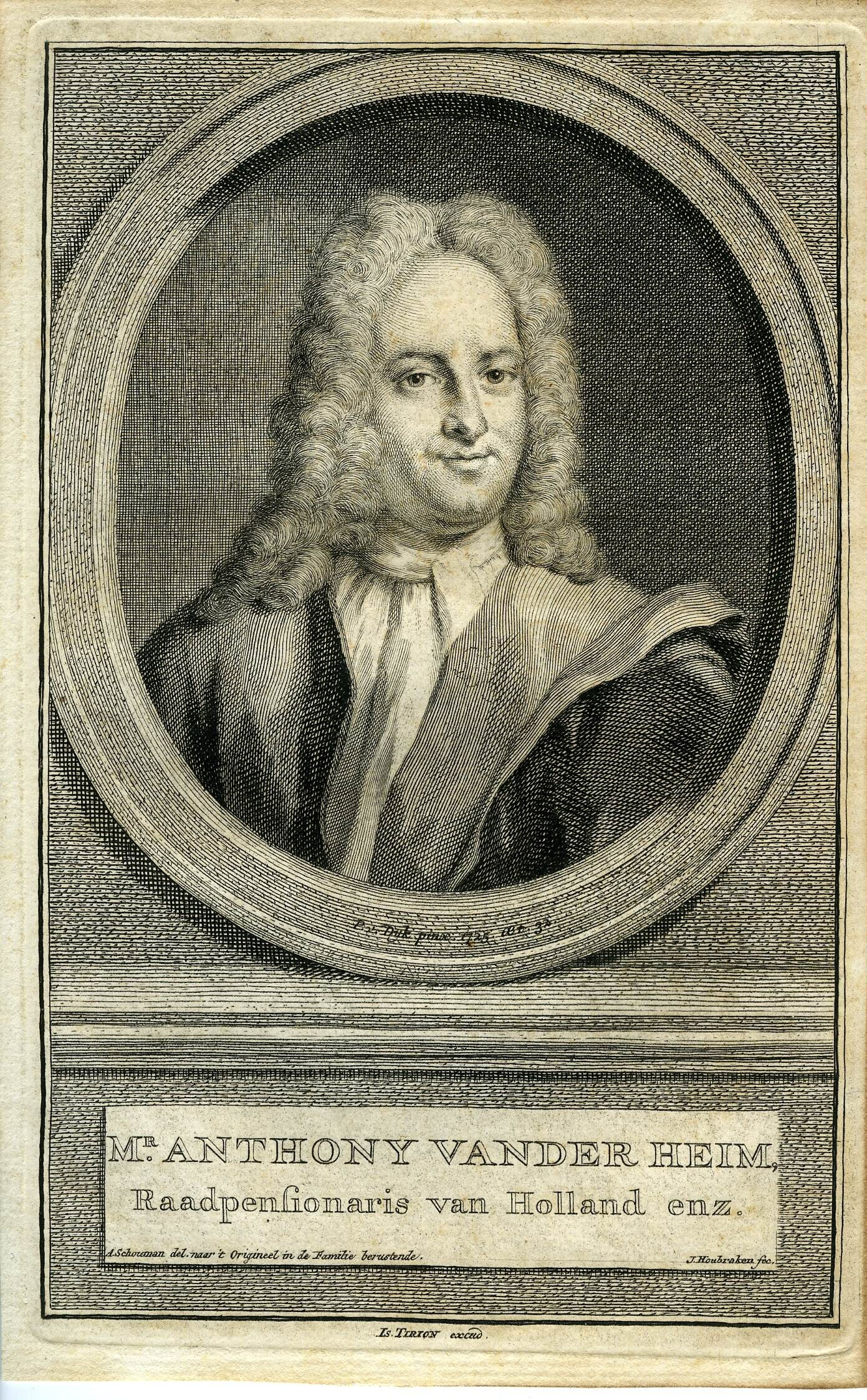
アントニー・ファン・デル・ヘイム、1725年。

アントニー・ファン・デル・ヘイム（オランダ語: Anthonie van der Heim、1693年11月28日 デン・ハーグ - 1746年7月17日 スヘルトーヘンボス）は、ネーデルラント連邦共和国の政治家。1737年4月4日から1746年7月7日に死去するまで、共和国の政治を握るホラント州の法律顧問職を務めた。